# ديف غرايسون
ديف غرايسون (بالإنجليزية: Dave Grayson)‏ هو لاعب كرة قدم أمريكية أمريكي، ولد في 6 يونيو 1939 في سان دييغو في الولايات المتحدة، وتوفي في 29 يوليو 2017.

## وصلات خارجية
- ديف غرايسون على موقع مرجع كرة القدم المحترفة.كوم (الإنجليزية)